# Stig Sundqvist
Stig Sundqvist (19 de julho de 1922 - 3 de agosto de 2011) foi um futebolista sueco. Ele competiu na Copa do Mundo FIFA de 1950, sediada no Brasil, na qual a seleção de seu país terminou na terceira colocação.